# Filip Howard
Filip Howard , 20. hrabia Arundel (ur. 28 czerwca 1557 w Londynie, zm. 19 października 1595) – święty katolicki, wierny świecki.

## Życiorys

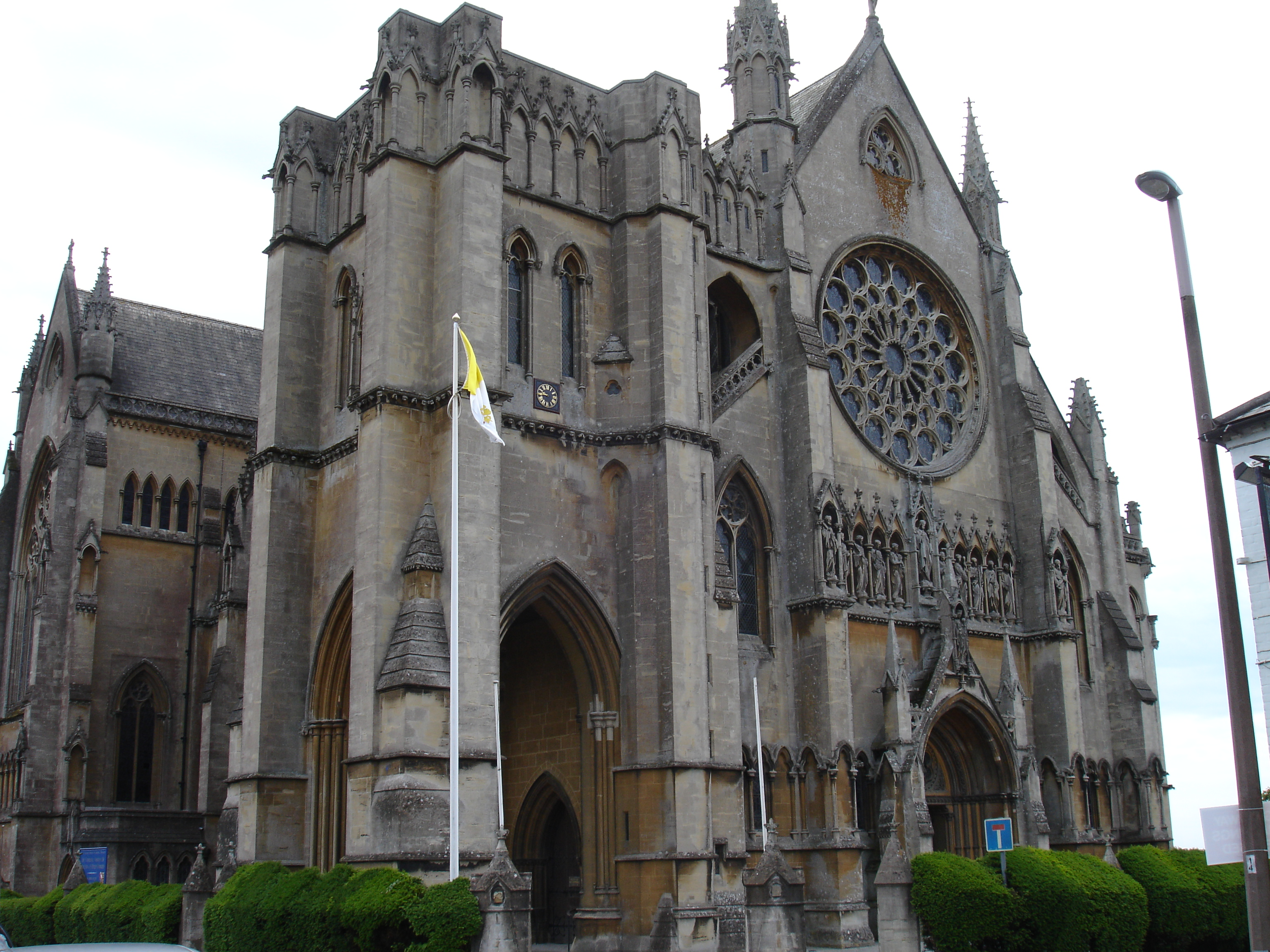
Miejsce spoczynku św. Filipa Howarda, Katedra Arundel

Był dzieckiem Tomasza (4 księcia Norfolku) i Marii z hrabiowskiego rodu FitzAlan. Zgodnie z wolą ojca, w 1571 r. ożenił się z Anną Howard. Studiował w St John’s College na Uniwersytecie Cambridge , a w 1580 odziedziczył rodzinny majątek. W trakcie swojej edukacji poznał Grzegorza Martina, konwertytę i późniejszego tłumacza Biblii. Na jego dalsze losy wpłynęła debata jakiej był świadkiem, a w której Edmund Campion starł się z teologami anglikańskimi. Jego krewni i żona przeszli na katolicyzm, a on sam dzięki pomocy Wilhelma Hestona SJ także zmienił wyznanie. Aresztowany dwukrotnie, osądzony został 15 maja 1586 r. Oskarżany był o zamówienie mszy w intencji zwycięstwa Wielkiej Armady. Zamknięty w małej celi i torturowany. Po odrzuceniu warunku uczestnictwa w anglikańskim nabożeństwie dla umożliwienia spotkania z rodziną, zmarł wyniszczony chorobą i warunkami w jakich był więziony.
Od 1624 r. spoczywał w kaplicy zamku Arundel, a współcześnie znajdują się w miejscowej katedrze.
Kanonizowany w grupie Czterdziestu męczenników Anglii i Walii przez Pawła VI 25 października 1970 roku.
Jego wspomnienie liturgiczne w Kościele katolickim obchodzone jest w dies natalis (19 października).